# Josephine van Leuchtenberg
Josephine Maximilienne Eugénie Napoléone de Beauharnais, prinses van Leuchtenberg (Milaan, 14 maart 1807 – Stockholm, 7 juni 1876) was koningin van Zweden en Noorwegen. Ze was dochter van Eugène de Beauharnais en Augusta van Beieren. In Zweden en Noorwegen was Josephine beter bekend als koningin Josefina.

## Jeugd
Josephine werd geboren in Milaan. Haar vader was de stiefzoon van keizer Napoleon I van Frankrijk, en door zijn schoonvader werd hij verheven tot hertog van Leuchtenberg. Haar moeder was immers een dochter van koning Maximiliaan I Jozef van Beieren. Bij haar geboorte kreeg Josephine van Napoleon de titel prinses van Bologna. Later werd ze ook hertogin van Galliera.
Josephine had vier jongere zussen: Eugénie (1808-1847), die huwde met Frederik Willem Constantijn van Hohenzollern-Hechingen, Amélie (1812-1871), die huwde met keizer Pedro I van Brazilië, Théodelinde (1814-1857), die huwde met Willem I van Urach, en Carolina (1816). Josephine had ook nog twee jongere broertjes: August (1810-1835), die huwde met koningin Maria II van Portugal, en Maximiliaan (1817-1852), die huwde met grootvorstin Maria Nikolajevna van Rusland, dochter van tsaar Nicolaas I.

## Huwelijk
Op 19 juni 1823 trad Josephine in het huwelijk met kroonprins Oscar van Zweden. Ze kregen vijf kinderen:
- Karel (1826-1872), koning van Zweden en Noorwegen, getrouwd met Louise der Nederlanden
- Gustaaf (1827-1852)
- Oscar (1829-1907), koning van Zweden en Noorwegen, getrouwd met Sophia van Nassau
- Eugénie (1830-1889)
- Augustus (1831-1873), getrouwd met Theresia Amalia van Saksen-Altenburg

Toen haar echtgenoot in 1844 als Oscar I de troon besteeg werd zij koningin van Zweden en Noorwegen. Ze hield zich bezig met liefdadigheid en zette een instituut voor vrouweneducatie op.